# Live Oak (Floride)
Pour les articles homonymes, voir Live Oak.
La ville de Live Oak est le siège du comté de Suwannee, dans l’État de Floride, aux États-Unis. Sa population s’élevait à 6 850 habitants lors du recensement de 2010, estimée à 6 965 habitants en 2016.

## Démographie
| 1880 | 1890 | 1900  | 1910  | 1920  | 1930  |
| ---- | ---- | ----- | ----- | ----- | ----- |
| 458  | 687  | 1 659 | 3 450 | 3 103 | 2 734 |

| 1940  | 1950  | 1960  | 1970  | 1980  | 1990  |
| ----- | ----- | ----- | ----- | ----- | ----- |
| 3 427 | 4 064 | 6 544 | 6 830 | 6 732 | 6 332 |

| 2000  | 2010  | - | - | - | - |
| ----- | ----- | - | - | - | - |
| 6 480 | 6 850 | - | - | - | - |

## Galerie photographique

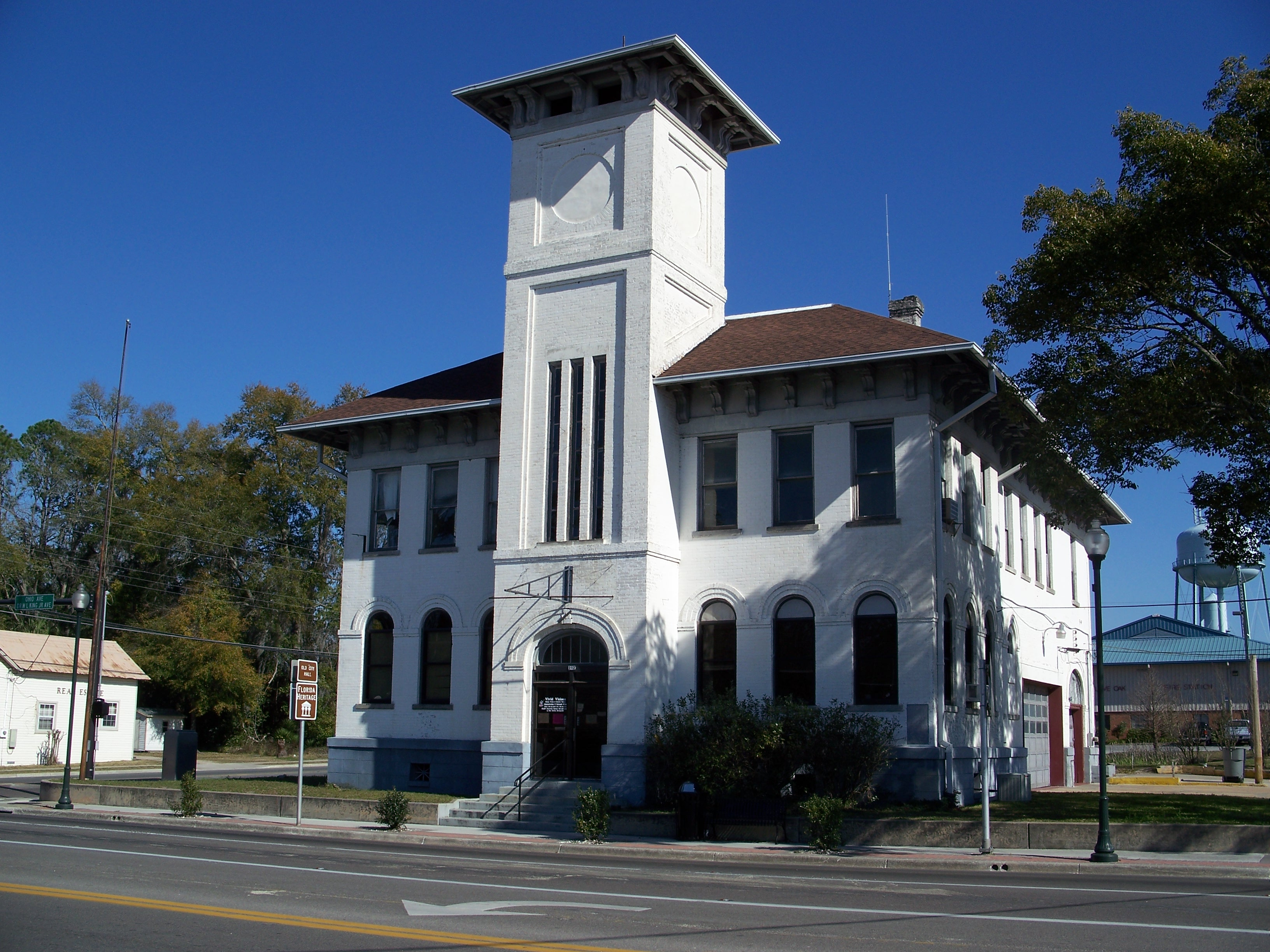
L’hôtel de ville de Live Oak
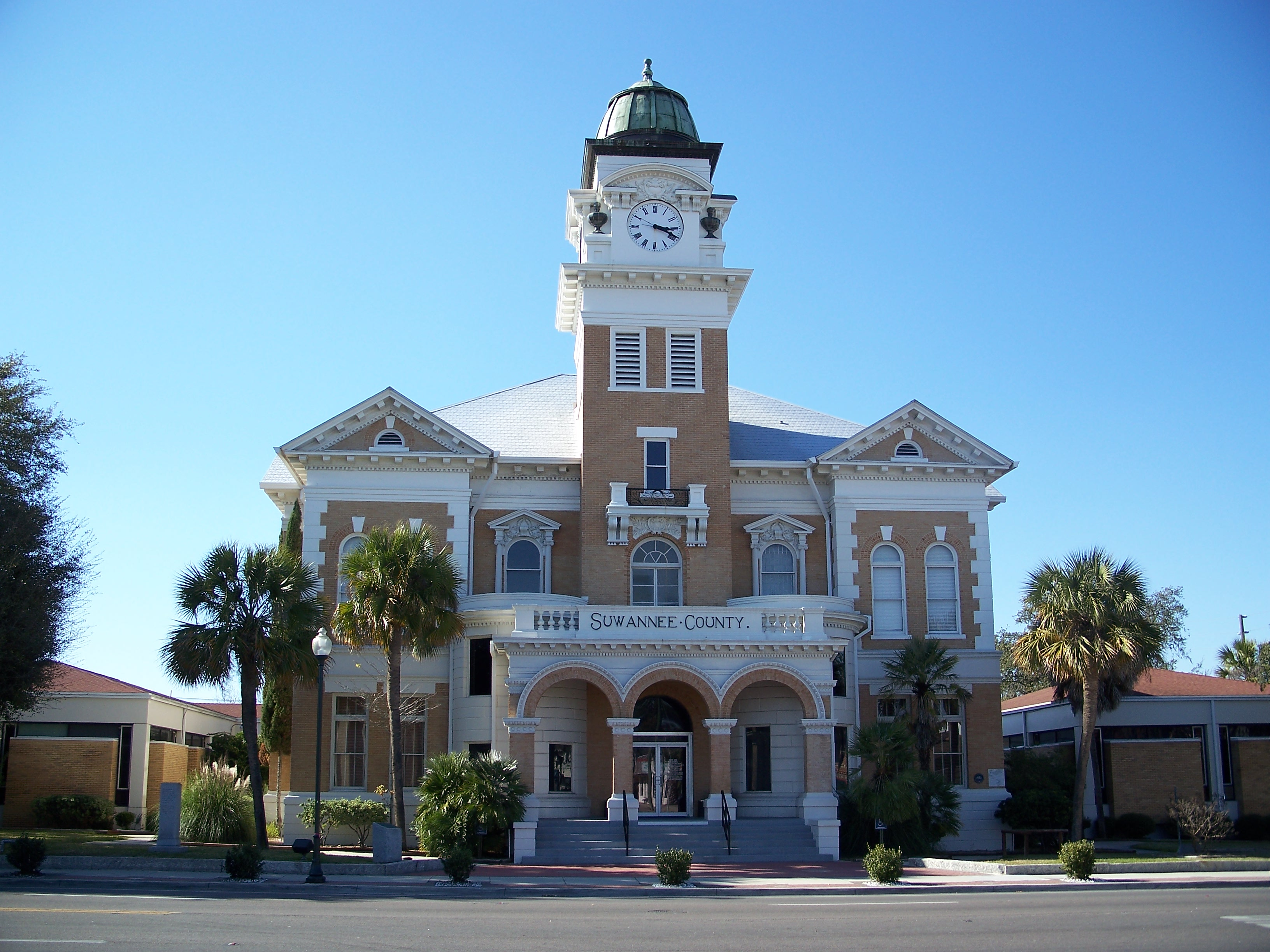
La cour de justice du comté de Suwannee

## Source
- (en) Cet article est partiellement ou en totalité issu de l’article de Wikipédia en anglais intitulé « Live Oak, Florida » (voir la liste des auteurs).